# Bộ Y tế (Việt Nam)
Bộ Y tế Việt Nam là cơ quan của Chính phủ Việt Nam, thực hiện chức năng quản lý Nhà nước về chăm sóc và bảo vệ sức khỏe nhân dân, bao gồm các lĩnh vực: y tế dự phòng, khám, chữa bệnh, phục hồi chức năng, y học cổ truyền, thuốc phòng chữa bệnh cho người, mỹ phẩm ảnh hưởng đến sức khỏe con người, an toàn vệ sinh thực phẩm và trang thiết bị y tế; quản lý Nhà nước các dịch vụ công thuộc các lĩnh vực quản lý của Bộ và thực hiện đại diện chủ sở hữu phần vốn của Nhà nước tại doanh nghiệp có vốn Nhà nước thuộc Bộ quản lý theo quy định của pháp luật.

## Lịch sử hình thành
Bộ Y tế là 1 trong 13 Bộ đầu tiên của Chính phủ Cách mạng lâm thời Việt Nam Dân chủ Cộng hòa, thành lập vào ngày 28 tháng 8 năm 1945, ra mắt nhân dân lần đầu vào ngày 2 tháng 9 năm 1945. Bộ trưởng đầu tiên là bác sĩ Phạm Ngọc Thạch.
Ngày 2 tháng 3 năm 1946, Chính phủ Liên hiệp Kháng chiến cho hợp nhất Bộ Y tế, Bộ Lao động và Bộ Cứu tế Xã hội thành Bộ Xã hội kiêm Y tế, Cứu tế và Lao động, Bộ trưởng là Trương Đình Tri. Nhưng đến ngày 3 tháng 11 năm 1946 thì tách ra thành Bộ Y tế như cũ trong Chính phủ Liên hiệp Quốc dân, Bộ trưởng là Hoàng Tích Trý. Bộ Y tế giữ nguyên từ đó đến hiện nay.

## Chức năng, nhiệm vụ[3]
Bộ Y tế là cơ quan của Chính phủ, thực hiện chức năng quản lý nhà nước về chăm sóc và bảo vệ sức khỏe nhân dân, bao gồm các lĩnh vực: y tế dự phòng, khám, chữa bệnh, phục hồi chức năng, y học cổ truyền, thuốc phòng chữa bệnh cho người, mỹ phẩm ảnh hưởng đến sức khỏe con người, an toàn vệ sinh thực phẩm và trang thiết bị y tế; quản lý nhà nước các dịch vụ công thuộc các lĩnh vực quản lý của Bộ và thực hiện đại diện chủ sở hữu phần vốn của Nhà nước tại doanh nghiệp có vốn nhà nước thuộc Bộ quản lý theo quy định của pháp luật.

## Lãnh đạo hiện nay
- Bộ trưởng: Đào Hồng Lan, Ủy viên Trung ương Đảng, Bí thư Ban Cán sự Đảng[7]
- Thứ trưởng:[8]

1. Đỗ Xuân Tuyên, Bí thư Đảng ủy Bộ Y tế
2. Trần Văn Thuấn
3. Nguyễn Thị Liên Hương [9]
4. Lê Đức Luận [10]
5. Nguyễn Tri Thức[11]

## Cơ cấu tổ chức

### Khối các đơn vị nhà nước và đơn vị sự nghiệp phục vụ quản lý nhà nước
(Theo Điều 3 Nghị định số 42/2025/NĐ-CP ngày 27/02/2025 quy định chức năng, nhiệm vụ, quyền hạn và cơ cấu tổ chức của Bộ Y tế của Chính phủ và Khoản 10, Điều 4, Nghị định số 109/2025/NĐ-CP ngày 20 tháng 5 năm 2025 của Chính phủ)

#### Khối các đơn vị tham mưu
- Vụ Bảo hiểm y tế
- Vụ Tổ chức cán bộ
- Vụ Kế hoạch - Tài chính
- Vụ Pháp chế
- Vụ Hợp tác quốc tế
- Văn phòng bộ

#### Khối các đơn vị chuyên ngành
- Cục Quản lý Khám, chữa bệnh
- Cục Quản lý Y, Dược cổ truyền
- Cục Quản lý Dược
- Cục An toàn thực phẩm
- Cục Hạ tầng và Thiết bị y tế
- Cục Khoa học công nghệ và Đào tạo
- Cục Dân số
- Cục Phòng bệnh
- Cục Bà mẹ và Trẻ em
- Cục Bảo trợ xã hội

#### Khối các đơn vị sự nghiệp
- Viện Chiến lược và Chính sách y tế
- Trung tâm Thông tin y tế Quốc gia
- Báo Sức khỏe và Đời sống

### Khối Bệnh viện[12][13]
- Bệnh viện Bạch Mai
- Bệnh viện Chợ Rẫy
- Bệnh viện C Đà Nẵng
- Bệnh viện Châm cứu Trung ương
- Bệnh viện Y học cổ truyền Trung ương
- Bệnh viện Đa khoa Trung ương Cần Thơ
- Bệnh viện Điều dưỡng - Phục hồi chức năng Trung ương
- Bệnh viện Chỉnh hình và Phục hồi chức năng Hà Nội
- Bệnh viện Chỉnh hình và Phục hồi chức năng Đà Nẵng
- Bệnh viện Chỉnh hình và Phục hồi chức năng Quy Nhơn
- Bệnh viện Chỉnh hình và Phục hồi chức năng thành phố Hồ Chí Minh
- Bệnh viện Chỉnh hình và Phục hồi chức năng Cần Thơ
- Bệnh viện E
- Bệnh viện Hữu Nghị
- Bệnh viện Trung ương Huế
- Bệnh viện Trung ương Thái Nguyên
- Bệnh viện Đa khoa Trung ương Quảng Nam
- Bệnh viện K Trung ương
- Bệnh viện Phổi Trung ương
- Bệnh viện 74 Trung ương
- Bệnh viện Mắt Trung ương
- Bệnh viện Nhi Trung ương
- Bệnh viện Nội tiết Trung ương
- Bệnh viện Phụ sản Trung ương
- Bệnh viện Phong và Da liễu Trung ương Quỳnh Lập
- Bệnh viện Phong và Da liễu Trung ương Quy Hòa
- Bệnh viện Răng Hàm Mặt Trung ương Thành phố Hồ Chí Minh
- Bệnh viện Tai Mũi Họng Trung ương
- Bệnh viện Răng Hàm Mặt Trung ương Hà Nội
- Bệnh viện Hữu nghị Việt Đức
- Bệnh viện 71 Trung ương
- Bệnh viện Bệnh nhiệt đới Trung ương
- Bệnh viện Lão khoa Trung ương
- Bệnh viện Da liễu Trung ương
- Bệnh viện Tâm thần Trung ương 1
- Bệnh viện Tâm thần Trung ương 2
- Viện Huyết học - Truyền máu Trung ương

### Khối Trường Đại học, Cao đẳng[14]
- Trường Đại học Y Hà Nội
- Trường Đại học Y Dược Hải Phòng
- Trường Đại học Y Dược Thái Bình
- Trường Đại học Y Dược Thành phố Hồ Chí Minh
- Trường Đại học Y Dược Cần Thơ
- Học viện Y – Dược học cổ truyền Việt Nam
- Trường Đại học Y tế Công cộng
- Trường Đại học Dược Hà Nội
- Trường Đại học Điều dưỡng Nam Định
- Trường Đại học Kỹ thuật Y tế Hải Dương
- Trường Đại học Kỹ thuật Y - dược Đà Nẵng
- Trường Đại học Y Dược Huế
- Trường Cao đẳng Dược Trung ương Hải Dương

### Khối Viện nghiên cứu, Trung tâm
- Viện Vệ sinh dịch tễ Trung ương
- Viện Vệ sinh dịch tễ Tây Nguyên
- Viện Pasteur Nha Trang
- Viện Pasteur Thành phố Hồ Chí Minh
- Viện Dinh dưỡng
- Viện Y học biển
- Viện Sức khỏe nghề nghiệp và Môi trường
- Viện Y tế công cộng Thành phố Hồ Chí Minh
- Viện Sốt rét - Ký sinh trùng - Côn trùng Trung ương
- Viện Sốt rét - Ký sinh trùng - Côn trùng Quy Nhơn
- Viện Sốt rét - Ký sinh trùng - Côn trùng thành phố Hồ Chí Minh
- Viện Kiểm nghiệm thuốc Trung ương
- Viện Kiểm nghiệm thuốc Thành phố Hồ Chí Minh
- Viện Kiểm định Quốc gia Vắc xin và Sinh phẩm y tế
- Viện Kiểm nghiệm an toàn vệ sinh thực phẩm Quốc gia
- Viện Dược liệu
- Viện Trang thiết bị và Công trình y tế
- Viện Vắc xin và Sinh phẩm y tế
- Trung tâm Nghiên cứu sản xuất Vắc xin và Sinh phẩm y tế
- Viện Pháp y Quốc gia
- Viện Pháp y tâm thần Trung ương
- Viện Pháp y tâm thần Trung ương Biên Hoà
- Trung tâm Pháp y tâm thần khu vực miền núi phía Bắc
- Trung tâm Pháp y tâm thần khu vực miền Trung
- Trung tâm Pháp y tâm thần khu vực Thành phố Hồ Chí Minh
- Trung tâm Pháp y tâm thần khu vực Tây Nguyên
- Trung tâm Pháp y tâm thần khu vực Tây Nam Bộ
- Trung tâm Truyền thông Giáo dục sức khỏe Trung ương
- Trung tâm Điều phối quốc gia về ghép bộ phận cơ thể người
- Trung tâm Mua sắm tập trung thuốc Quốc gia
- Trung tâm Phục hồi chức năng người khuyết tật Thụy An
- Trung tâm Điều dưỡng - Phục hồi chức năng tâm thần Việt Trì
- Trung tâm Điều dưỡng, phục hồi chức năng - Trợ giúp trẻ em và Hỗ trợ người khuyết tật
- Quỹ Bảo trợ trẻ em Việt Nam
- Văn phòng Làng trẻ em SOS Việt Nam

### Khối Doanh nghiệp
- Tổng công ty Dược Việt Nam
- Tổng công ty Thiết bị Y tế Việt Nam
- Công ty TNHH MTV Vắc xin Pasteur Đà Lạt
- Công ty TNHH Một thành viên Vắc xin và Sinh phẩm số 1 (VABIOTECH)
- Công ty TNHH Một thành viên Vắc xin và Sinh phẩm số 2
- Công ty TNHH Một thành viên Vắc xin và Sinh phẩm số 3
- Công ty Cổ phần Dược phẩm Trung ương CPC1
- Công ty Cổ phần Dược phẩm Trung ương Codupha
- Công ty Cổ phần Dược Trung ương 3
- Công ty Cổ phần Dược phẩm Trung ương 1 (PHARBACO)
- Công ty Cổ phần Dược phẩm Trung ương 2 (DOPHARMA)
- Công ty Cổ phần Dược phẩm Trung ương 3 (FORIPHARM)
- Công ty Cổ phần Dược khoa
- Công ty TNHH MTV Nhà Xuất bản Y học

## Bộ trưởng qua các thời kỳ
- Xem thêm: Bộ trưởng Bộ Y tế (Việt Nam)